# Усмонов, Джамшед
Джамшед Пулоджанович Усмонов (тадж. Ҷамшед Пулодҷонович Усмонов, перс. جمشید عثمانف‎, также известный как Жамшид Усмонов; род. 13 января 1965, Аштский район, Ленинабадская область, Таджикская ССР, СССР) — таджикский кинорежиссер, продюсер, сценарист и одна из самых заметных фигур современного персидского кино. Член Союза кинематографистов Таджикистана (1997). Академик Российской академии кинематографических искусств «Ника».

## Биография
Родился 13 января 1965 году в поселке Ашт. Окончил режиссёрский факультет Таджикского государственного института искусств имени М. Турсунзаде (1988); Высшие курсы сценаристов и режиссёров (Москва, 1994).
На киностудии «Таджикфильм» с 1988 года — ассистент режиссёра, режиссёр документального кино, с 1991 года — режиссёр-постановщик художественных фильмов. В настоящее время живет во Франции, продолжает работать в кинематографе. Его творчество характеризуется ревностным взглядом на человека из провинции, для которого так же, как и для любого нормального человека, дорого чувство собственного достоинства, честь, право на независимость, свободу воли, слова, за отстаивание которых он борется, невзирая ни на какие препятствия.

## Фильмография
Автор сценария и режиссёр документального фильма «Мужчина» (1990). Сыграл роль в художественном фильме «Время желтой травы» (1991). Соавтор сценария документального фильма «Хоки Ватан» (1993). Автор сценариев и режиссёр-постановщик художественных фильмов: «Колодец» (1991), «Полет пчелы» (1998), «Ангел правого плеча» (2002), «Чтобы попасть в рай, нужно умереть» (2006).
Работы на других студиях — автор сценария анимационного фильма «Дракон» (киностудия «Арта», 1992); продюсер художественного фильма «Течение времени» (Южная Корея, 1995); автор сценария и режиссёр-постановщик художественного фильма «Роман моей жены» (киностудия «Эльзевирфильм», Франция, 2010).

## Награды и отличия
- 1998 — МКФ молодого кино в Турине — Приз за лучший фильм, Приз ФИПРЕССИ и Приз зрительских симпатий («Полет пчелы»)
- 1998 — МКФ в Салониках — Приз «Серебряный Александр» («Полет пчелы»)
- 1998 — МКФ в Котбусе — Приз за лучшую режиссуру, Приз «Дон Кихот» («Полет пчелы»)
- 1998 — МКФ Киношок в Анапе — Приз за лучшую режиссуру («Полет пчелы»)
- 1999 — МКФ независимого кино в Барселоне — Специальный приз жюри («Полет пчелы»)
- 2002 — МКФ в Каннах — Специальный диплом («Ангел правого плеча»)
- 2002 — Приз ФИПРЕССИ на Лондонском кинофестивале («Ангел правого плеча»)
- 2003 — Tokyo Filmex — Специальные приз жюри («Ангел правого плеча»)
- 2003 — МКФ в Сингапуре — Приз за лучшую режиссуру («Ангел правого плеча»)
- 2003 — МКФ в Тромсо — Призы «Аврора» и «Дон Кихот» («Ангел правого плеча»)
- 2003 — МКФ в Висбадене — Специальный приз жюри («Ангел правого плеча»)
- 2003 — МКФ в Анжере — Специальный приз жюри («Ангел правого плеча»)
- 2003 — МКФ в Братиславе — Приз Экуменического жюри, Приз за лучшую мужскую роль Маруфу Пулодзода («Ангел правого плеча»)
- 2003 — МКФ Киношок в Анапе — Приз за лучший фильм, Приз за лучший сценарий и Приз кинокритиков России («Ангел правого плеча»)
- 2004 — Лауреат Российской Национальной кинематографической премии Ника — Лучший фильм СНГ и стран Балтии («Ангел правого плеча»)
- 2005 — МКФ в Пусане (PPP) — Приз за лучший сценарий («Чтобы попасть в рай, нужно умереть»)
- 2006 — МКФ в Каннах — Специальный диплом («Чтобы попасть в рай, нужно умереть»)
- 2006 — Tokyo Filmex — Приз за лучший фильм («Чтобы попасть в рай, нужно умереть»)
- 2006 — МКФ в Белграде — Гран- при («Чтобы попасть в рай, нужно умереть»)
- 2006 — МКФ в Брюгге — Приз молодежного жюри («Чтобы попасть в рай, нужно умереть»)
- 2006 — МКФ Азиатского кино в Барселоне — Приз за Лучший фильм («Чтобы попасть в рай, нужно умереть»)